# Gastronomía de Cabo Verde
La gastronomía caboverdiana es originaria de África Occidental. El plato nacional es la cachupa.
Uno de los aspectos más importantes de la cultura caboverdiana es el grogue, un ron fuerte elaborado con caña de azúcar y destilado en las islas de Santo Antão y Santiago. Esta bebida se prepara en pueblos como Paul, en Santo Antão, y Cidade Velha, en Santiago, con un trapiche. Una variante de esta bebida es el ponche, endulzado con leche condensada o melaza de caña de azúcar. Debido al efecto embriagador del grogue, muchos músicos caboverdianos lo consumen en busca de inspiración.
En diciembre de 2002, el gobierno caboverdiano prohibió por ley la caza de tortugas, de conformidad con su participación en el Convenio sobre la Diversidad Biológica de 1995 y la Convención sobre el Comercio Internacional de Especies Amenazadas de Fauna y Flora Silvestres (CITES). El filete de tortuga, antaño popular en la isla de Santiago, ha desaparecido gradualmente.

## Productos básicos
El maíz y los frijoles son ingredientes básicos de la cocina caboverdiana. El arroz, las patatas salteadas, la yuca y verduras como zanahorias, col rizada, calabaza, pescado y carnes como atún, pez sierra, langosta, pollo, cerdo a la parrilla y huevos también son populares. Las aceitunas y los vinos del Alentejo, que aún se importan, son un legado de los portugueses en las islas.

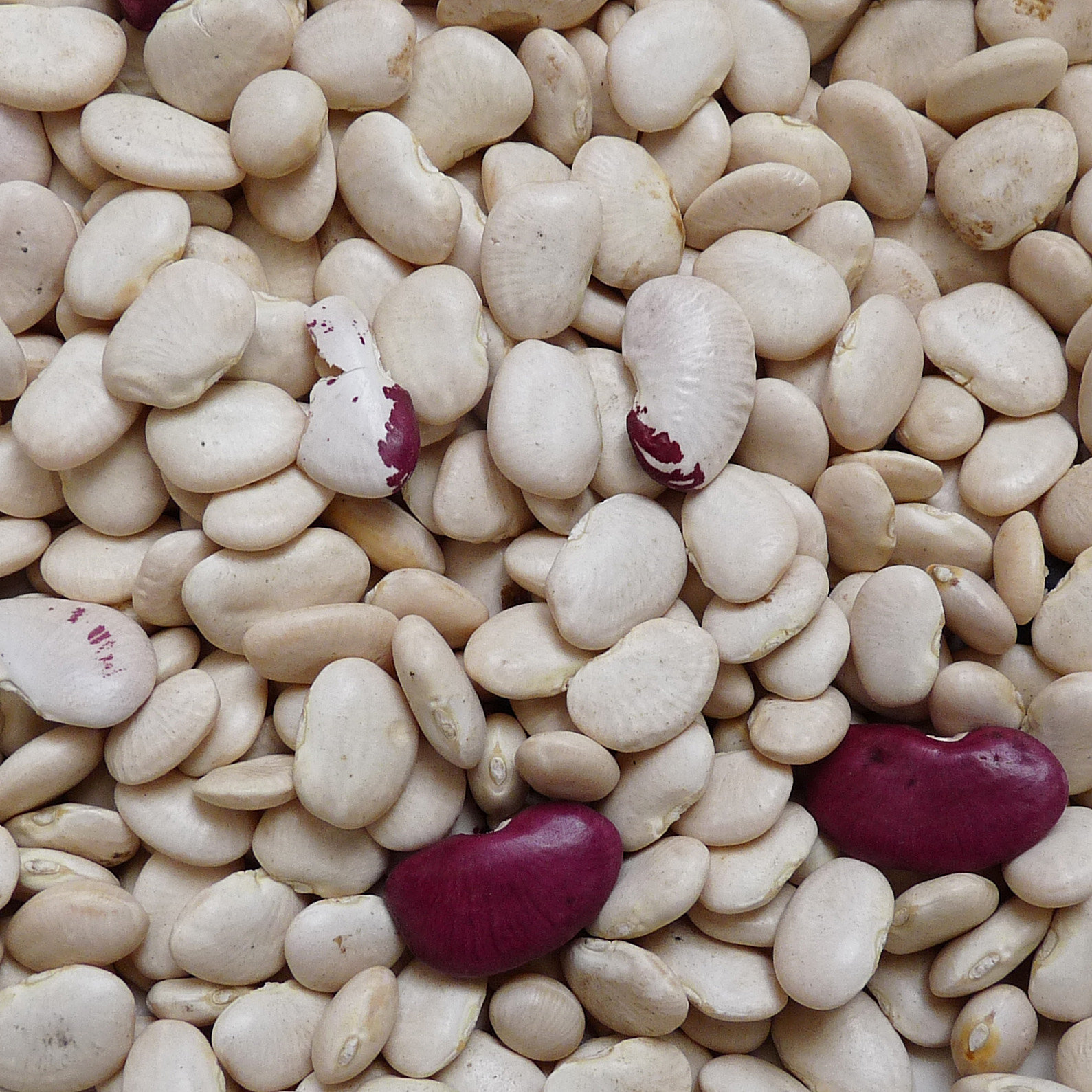
Frijoles secos
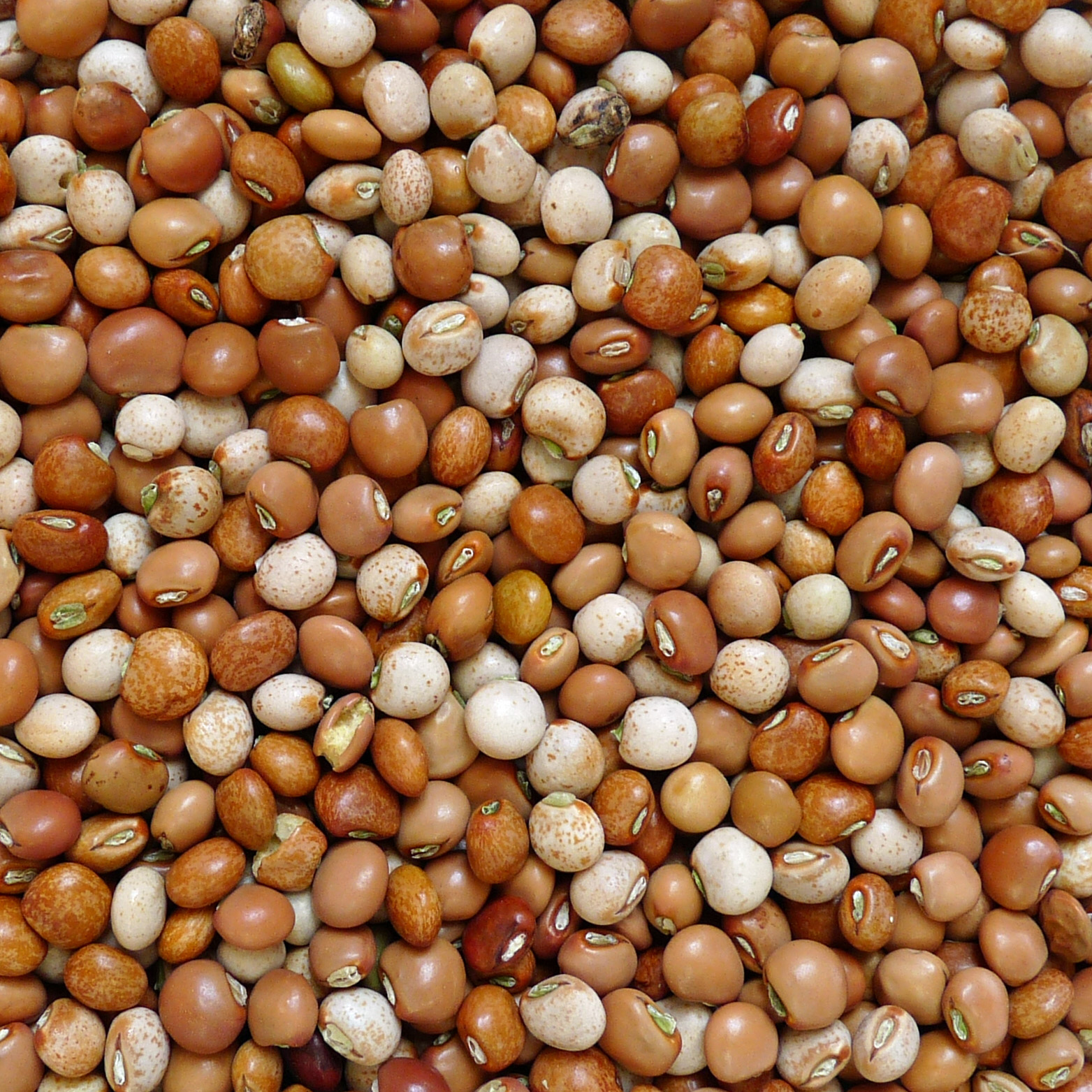
Guisantes secos
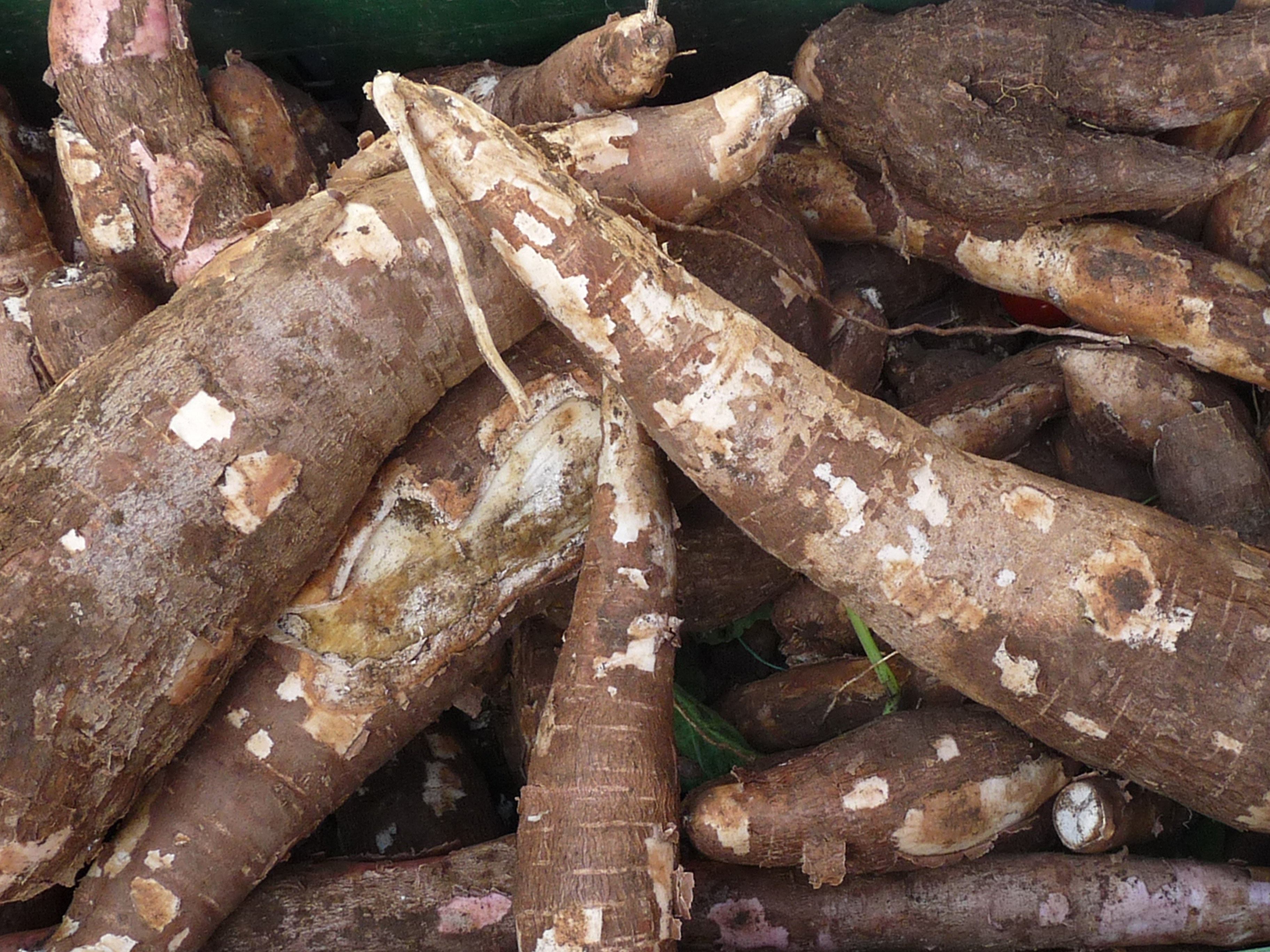
Mandioca
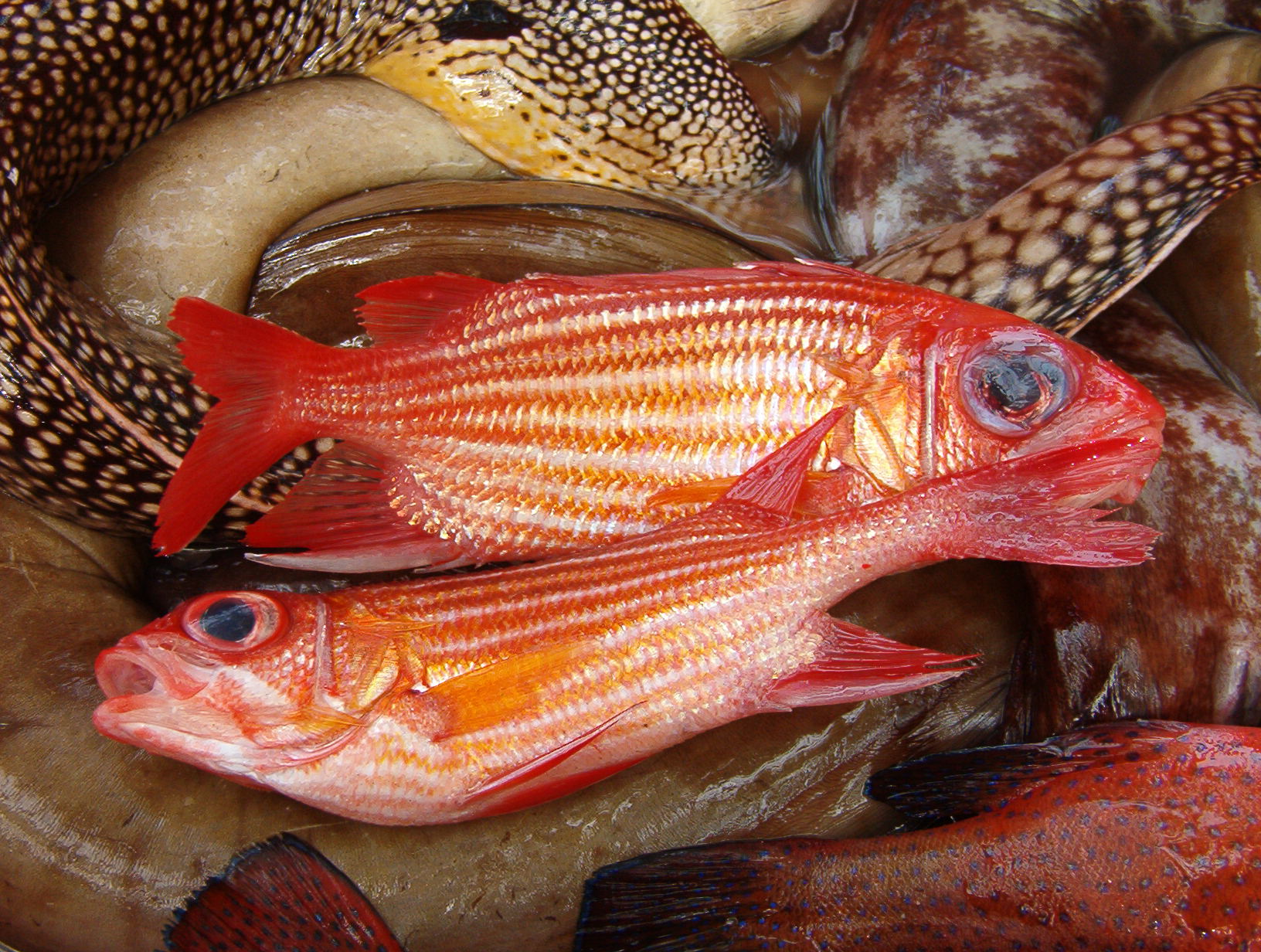
Rainha
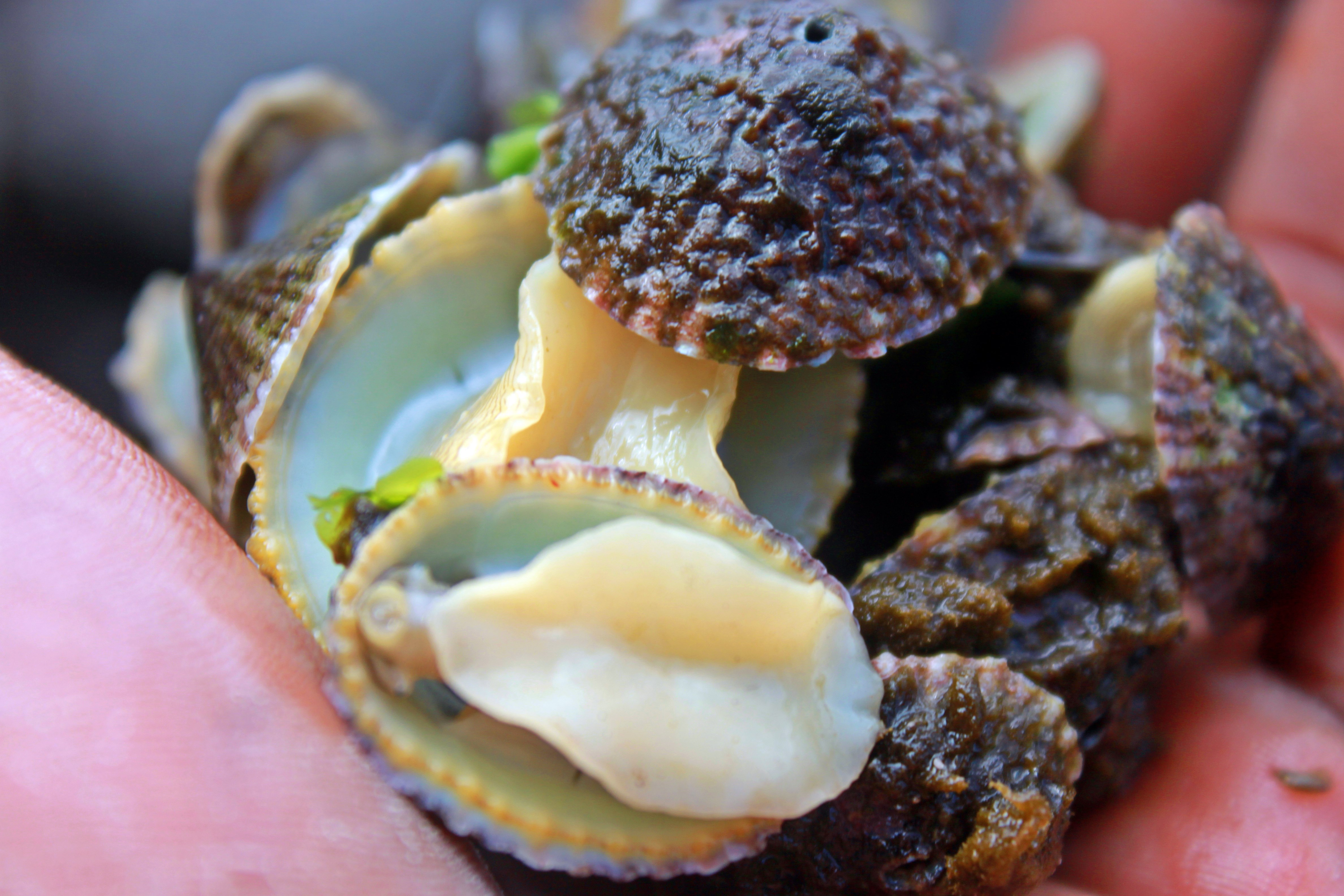
Conchas

## Selección de platos
La cachupa, un guiso, se considera el plato nacional de Cabo Verde. Consiste en puré de maíz, cebolla, plátano verde, mandioca, batata, calabaza y ñame. Las albóndigas de mandioca son de las más comunes en Cabo Verde.

Entre los platos de mariscos se encuentran la bafa y el búzio cabra, elaborados con caracol bubónico (Persististrombus latus).

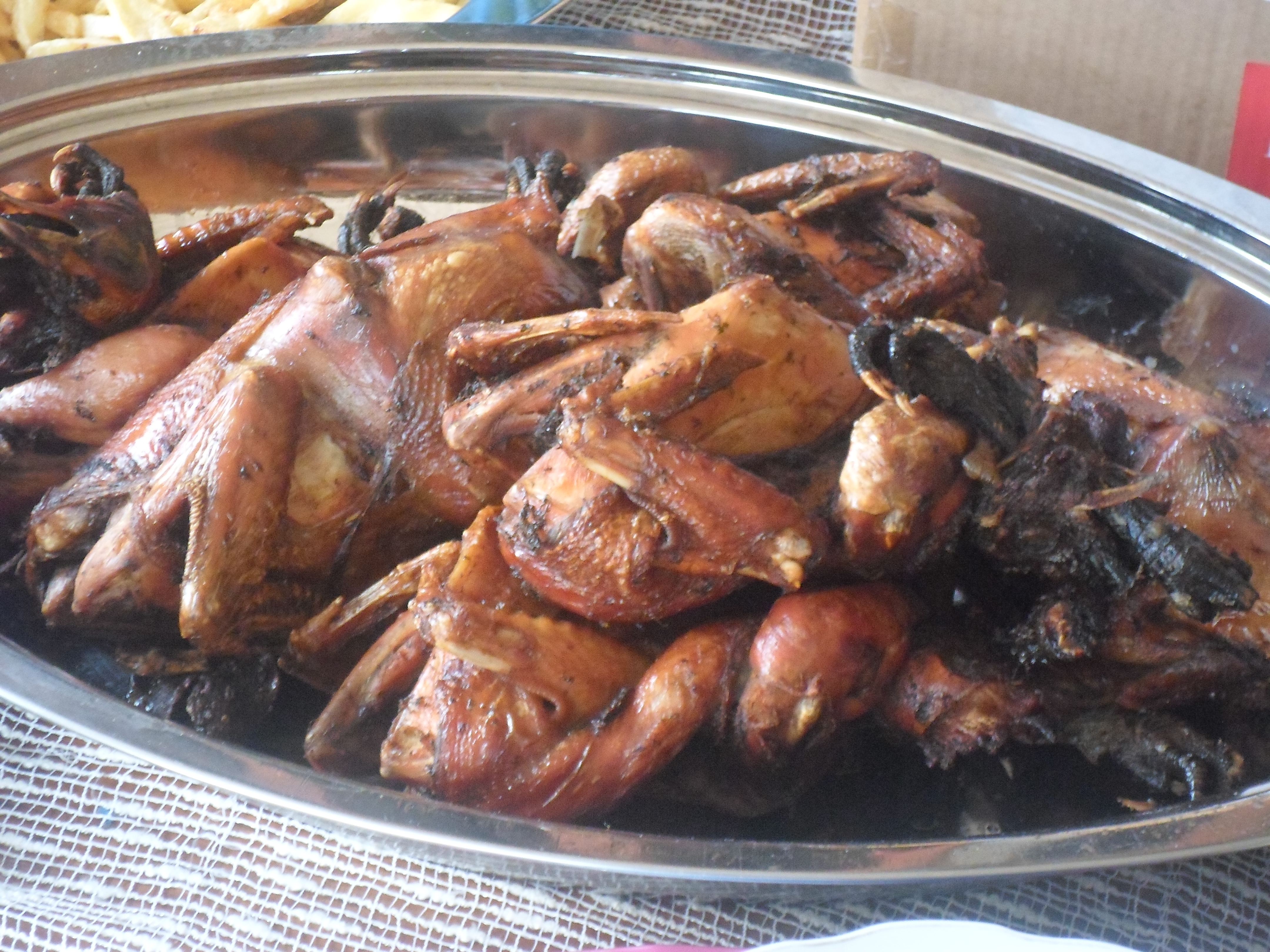
Pollo-bicicleta a la parrilla
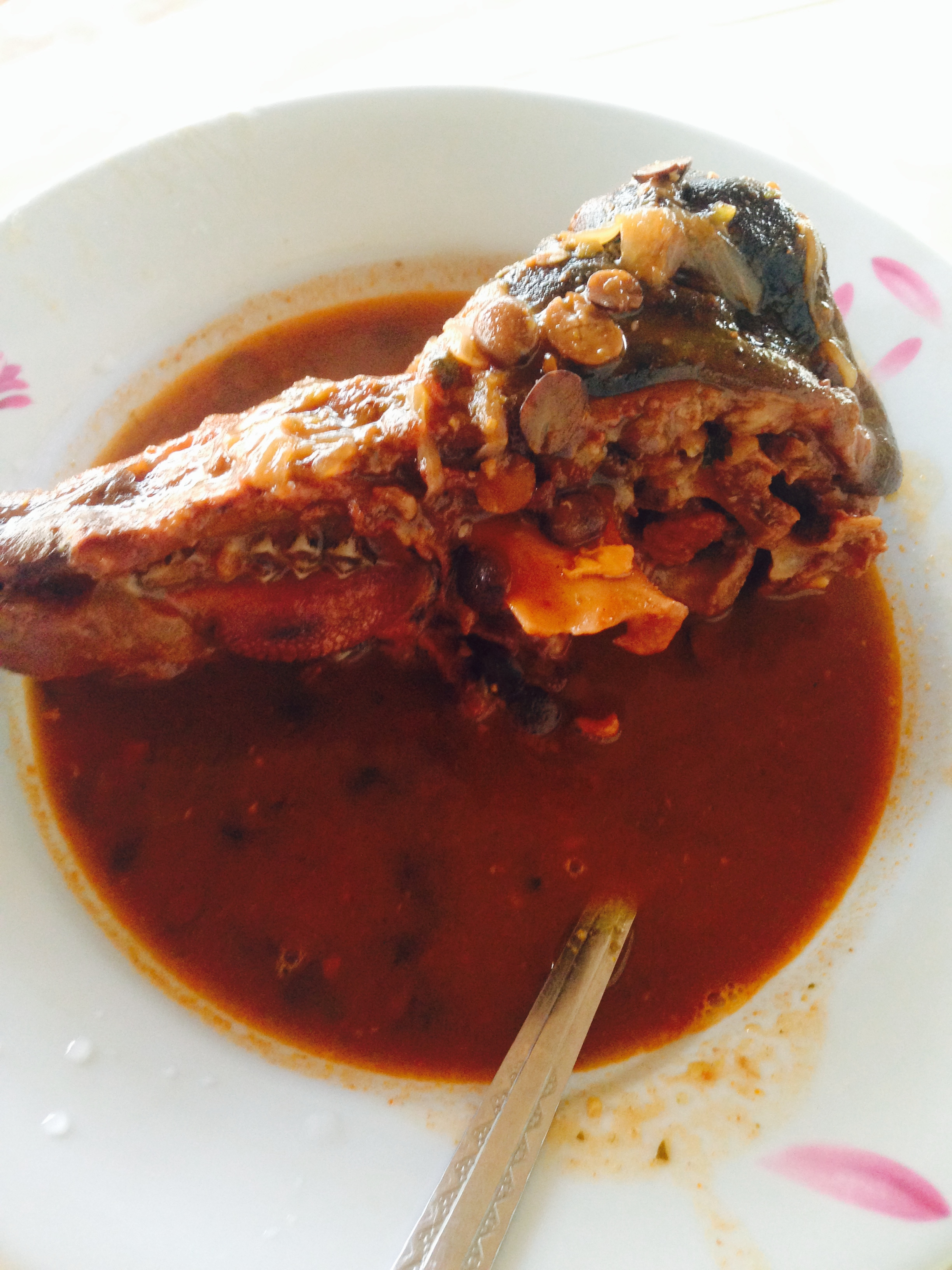
Sopa de cabeza de oveja
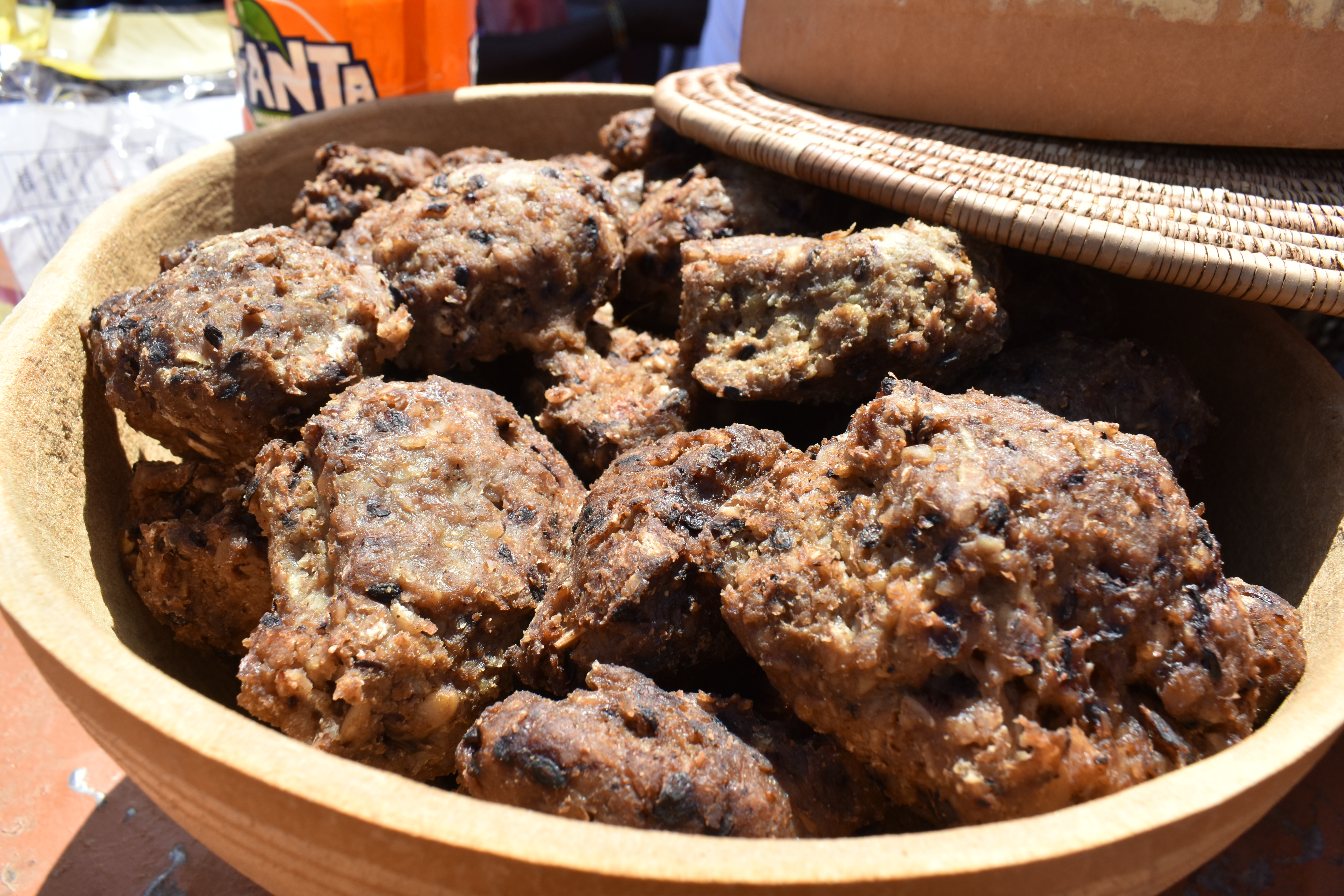
Gnon de frijoles
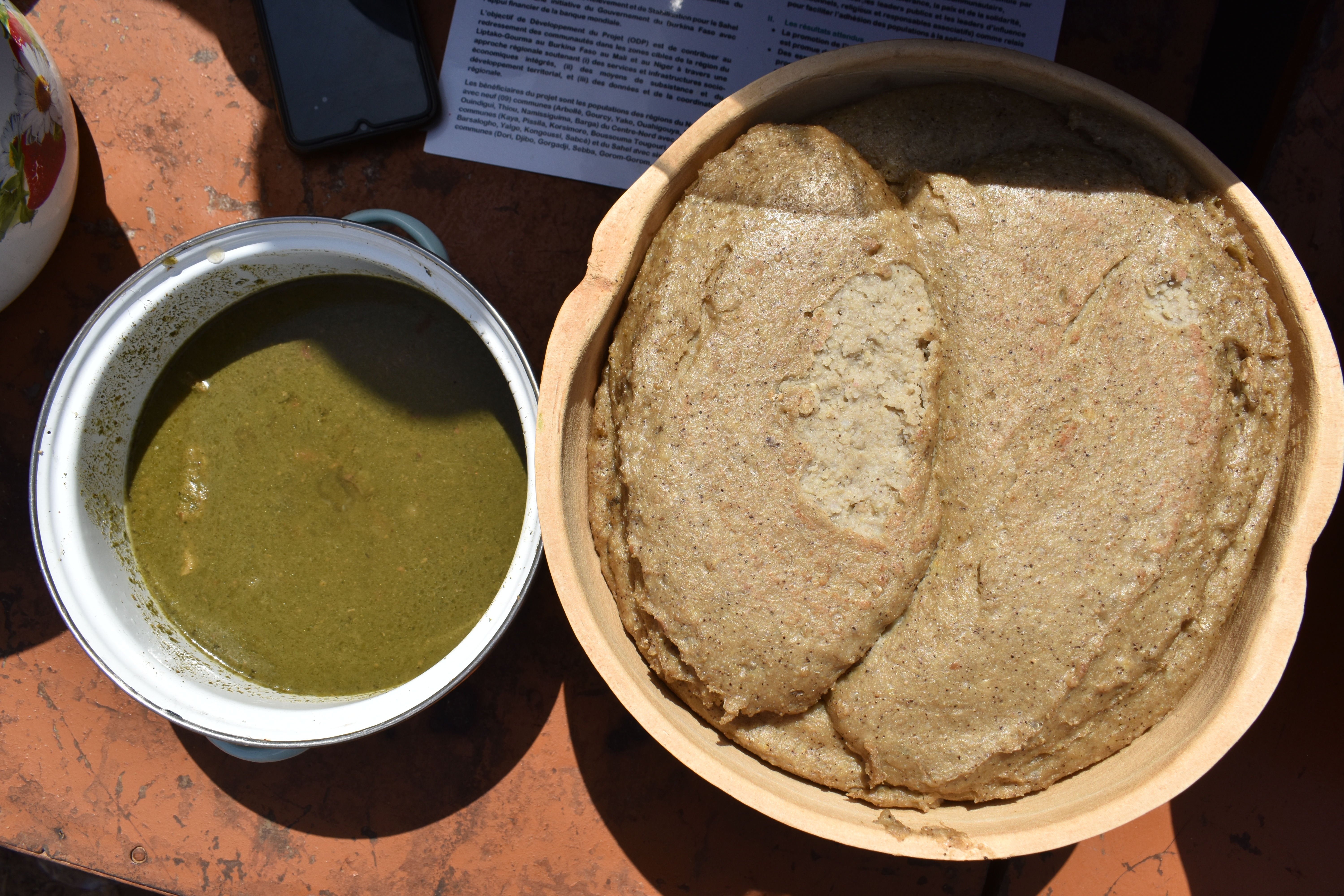
Tô de mijo con salsa de baobab seco
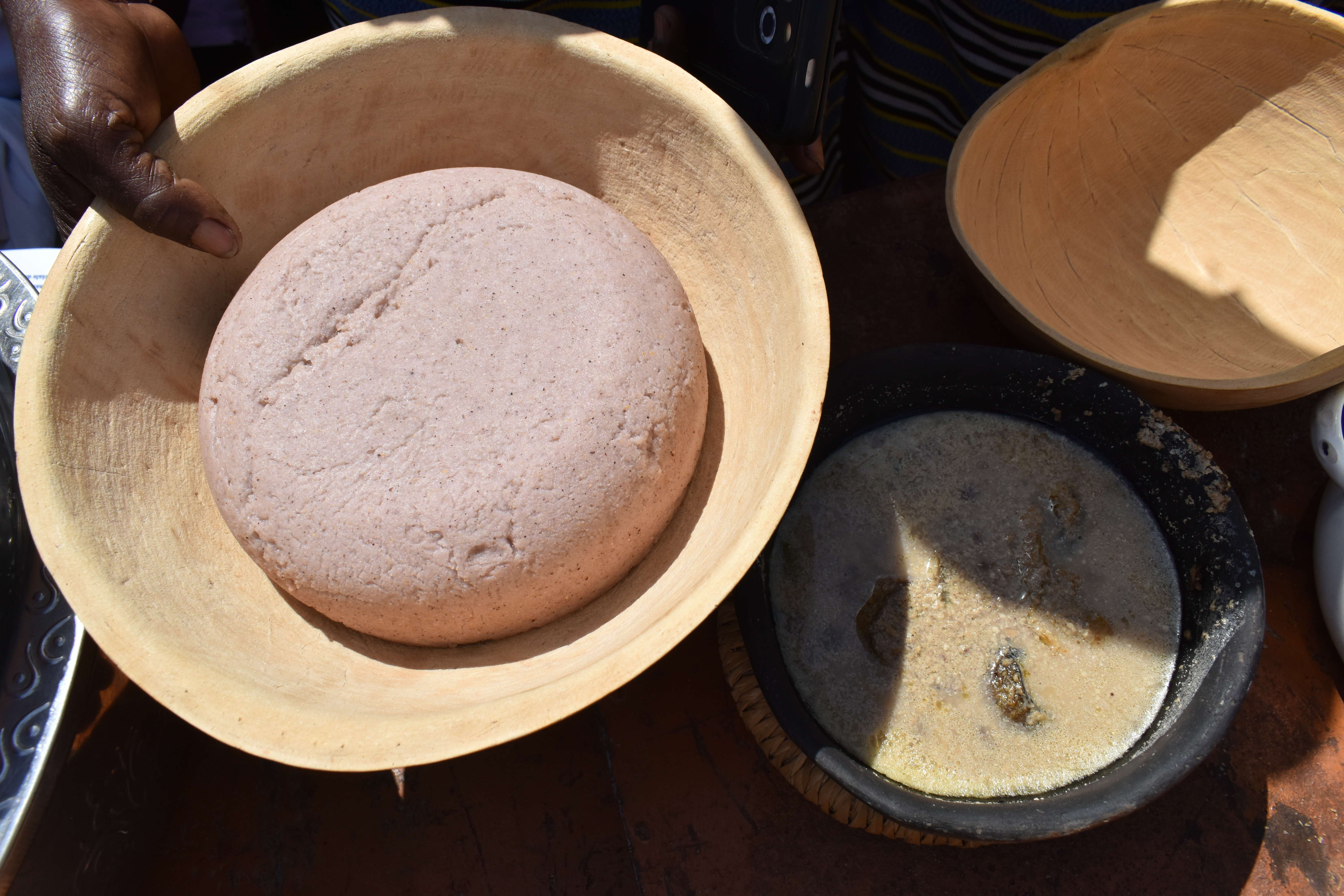
Tô con salsa de sésamo

## Bebidas
Strela es la cerveza más popular en Cabo Verde. Su producción comenzó en 2006 y sustituyó a las cervezas portuguesas, en particular a la Super Bock y la Sagres (en 2009). La viticultura en Cabo Verde es una de las más cercanas al ecuador. Se concentra en la isla de Fogo, en la caldera de Chã das Caldeiras, al pie del Pico do Fogo, un estratovolcán cuya última erupción tuvo lugar en 2014.

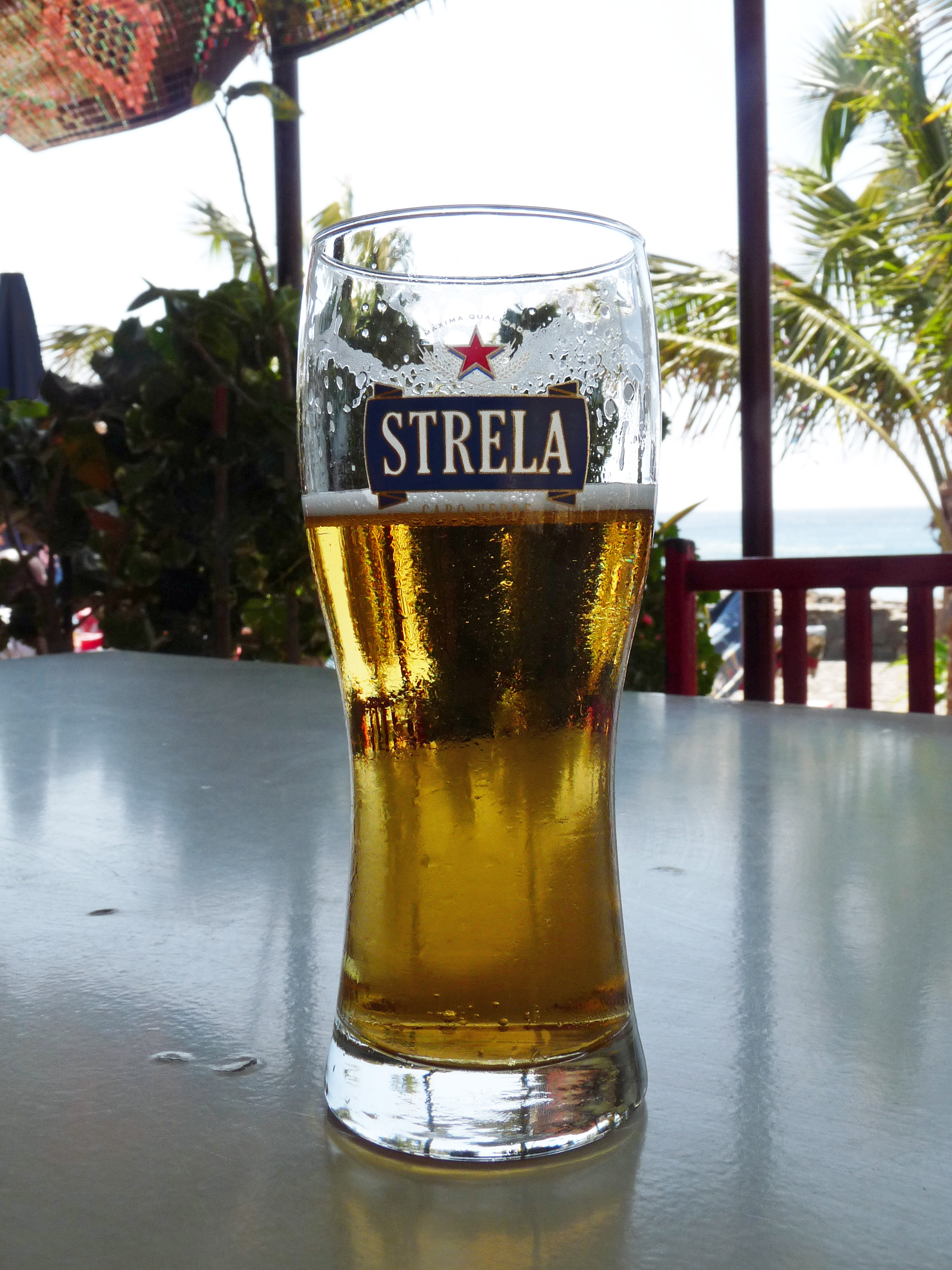
Cerveza Strella
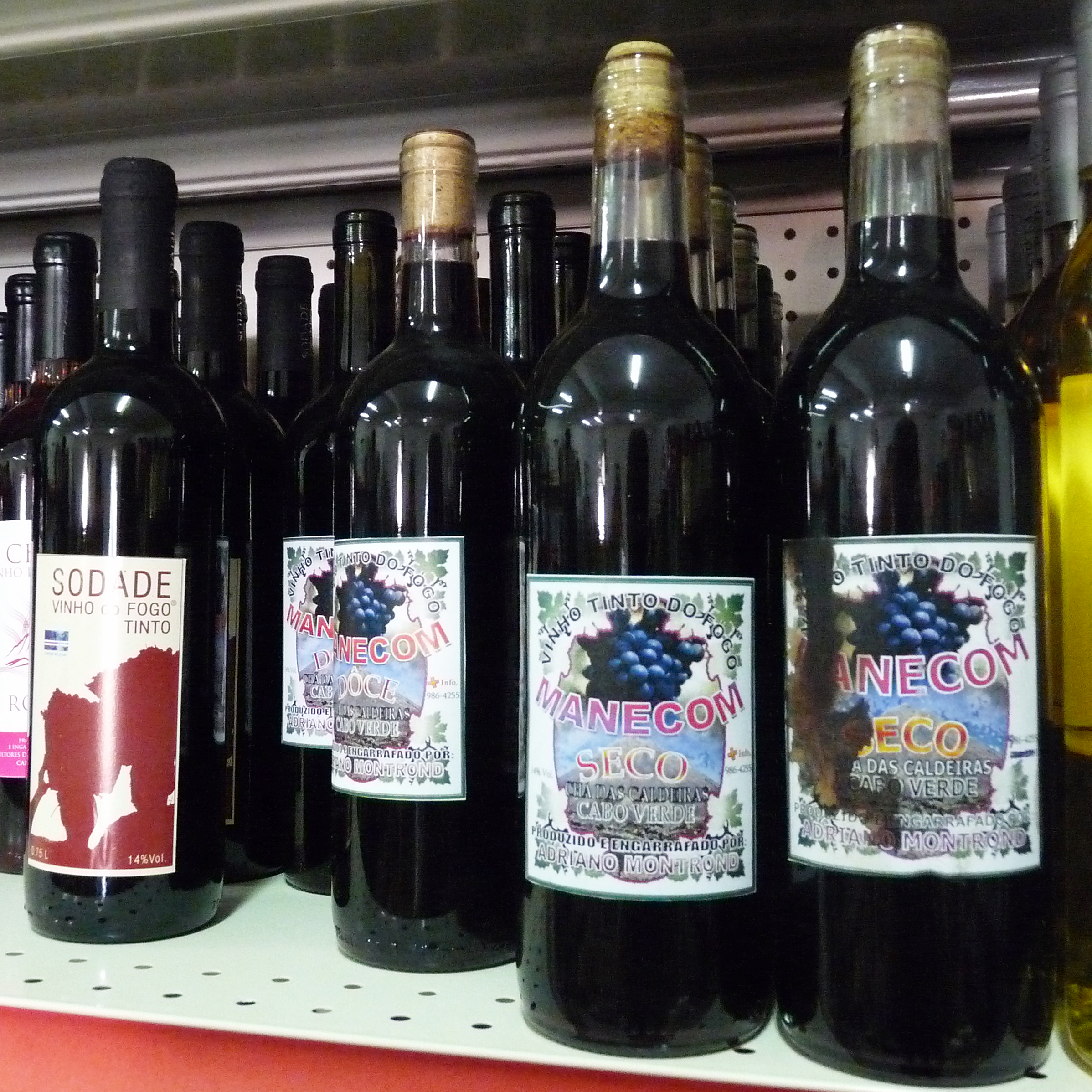
Vinos de Fogo en la cooperativa Chã das Caldeiras.
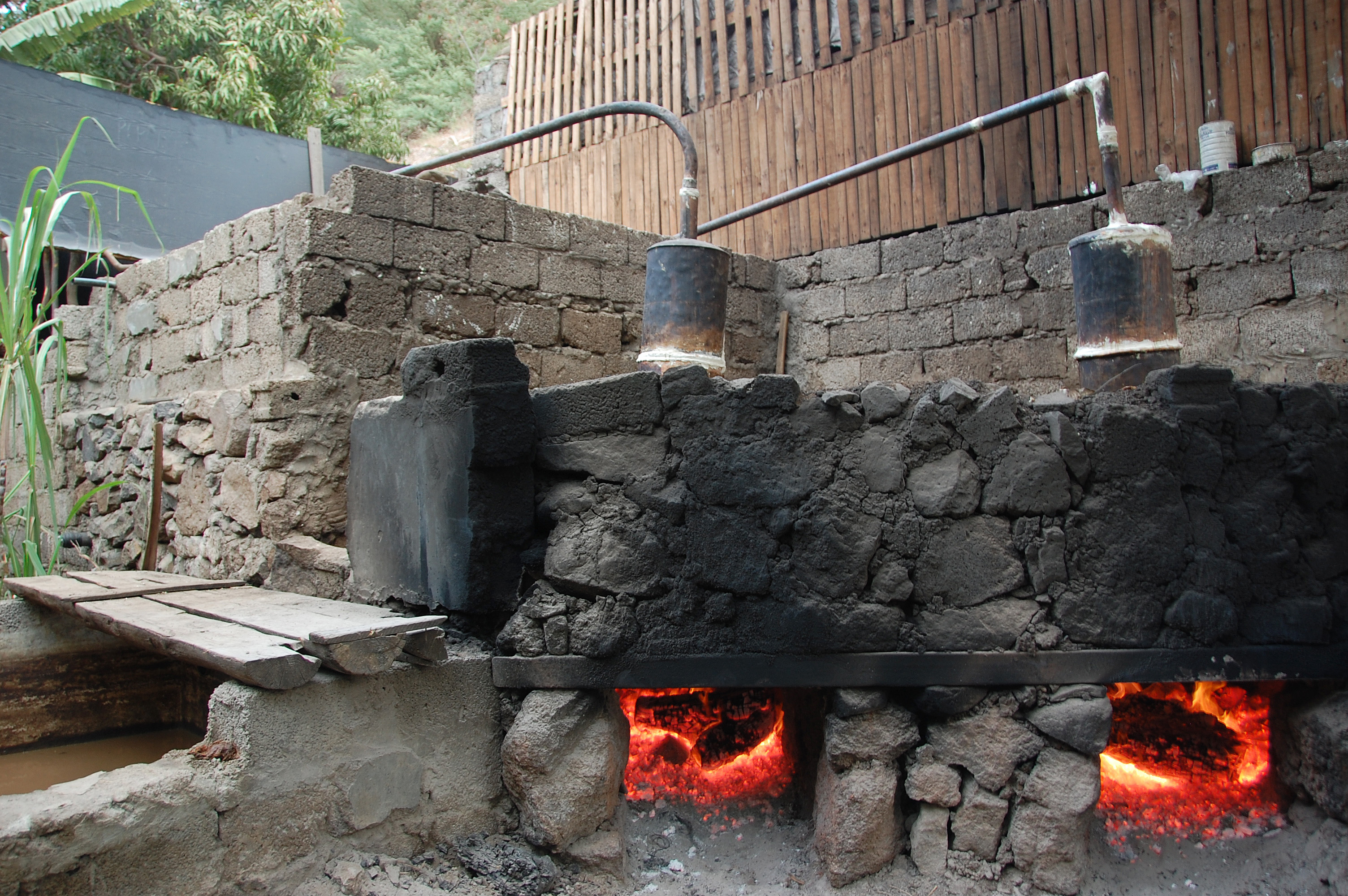
Producción artesanal de grogue
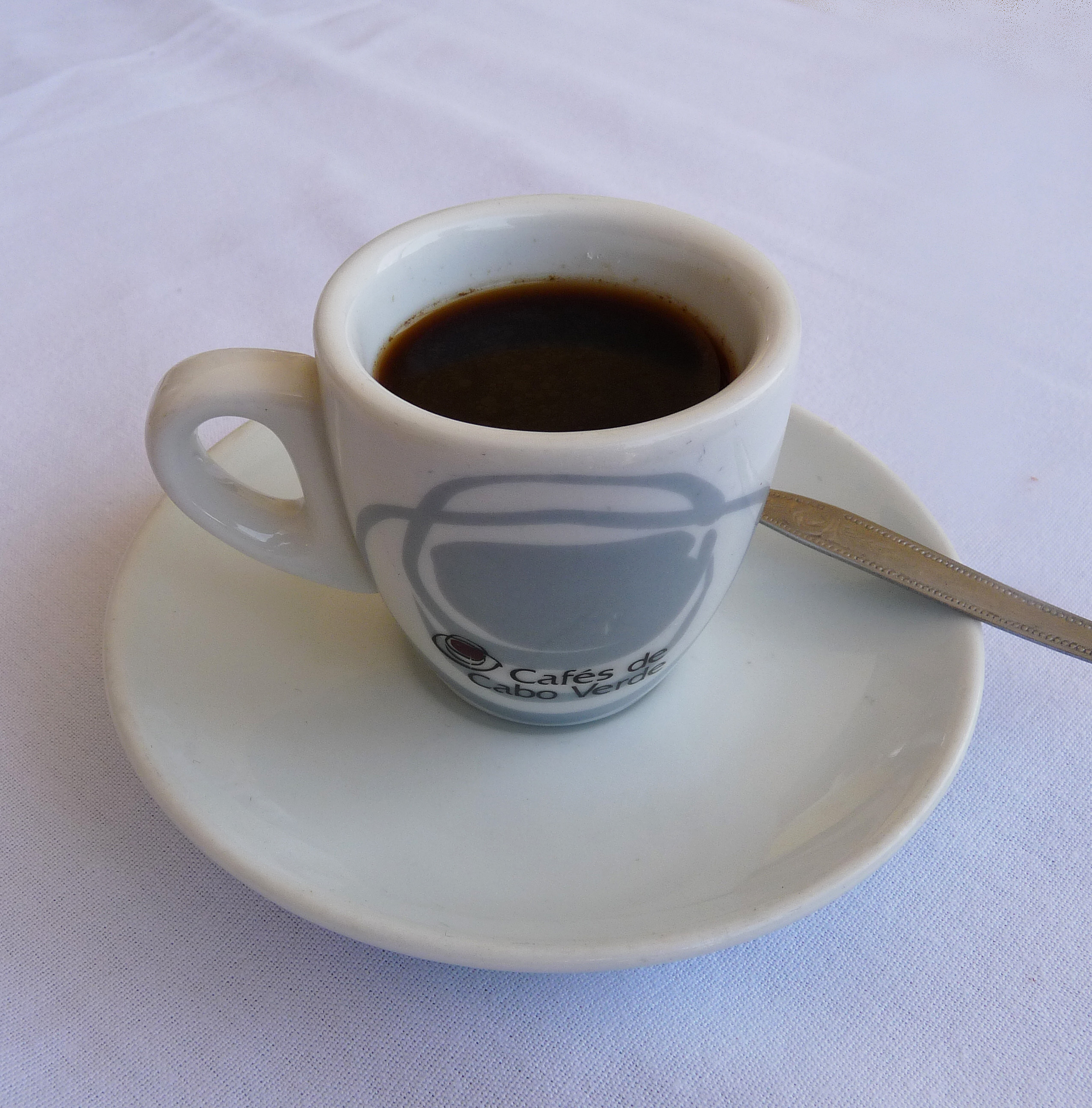
Café